# Palacio Viejo de Narbona

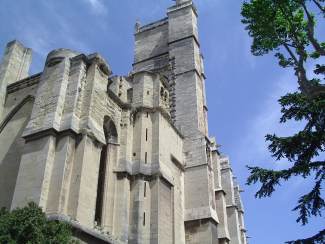
Torre de la Magdalena.

El Palacio Viejo de Narbona (Francia), es un palacio de los arzobispos. Está situado en la zona de la ciudad de Narbona conocida como la Magdalena. Queda superado por la antigua catedral llamada de Teobaldo (arzobispo del 885 al 893) y el campanario de la catedral actual. La antigua catedral fue desplazada, con el tiempo, y las estructuras carolingias fueron sustituidas por construcciones de arquitectura románica. 
El Palacio fue edificado al lado de la catedral de Teobaldo (antes iglesia) e, inicialmente, fue un conjunto de construcciones modestas para convertirse, más tarde, en un gran palacio con arquitectura románica y renacentista.
La torre de la Magdalena fue una edificación de defensa construida en el siglo XIII que protegía la capilla de Santa Magdalena, edificada por el arquitecto Pedro de Montbrun (1272-1286).
- Datos: Q3395275